# چیا
چیا (نام علمی: Salvia hispanica؛ نام انگلیسی: chia) گیاهی است یک‌ساله از سرده نو خانواده نعناعیان. این گیاه بومی آمریکای مرکزی است. این گیاه را برای مصرف دانه آن می‌کارند، گرچه خود گیاه کاربرد تزئینی هم دارد.
چیا از نظر تجاری بیشتر به علت دانه‌های آن کاشته می‌شود. دانه‌های چیا سرشار از اسیدهای چرب امگا ۳ است. از دانه‌های چیا می‌توان ۲۵ تا ۳۰ درصد روغن استخراج کرد. از جمله اسید آلفا لینولنیک (ALA). روغن دانه‌های چیا تشکیل شده‌است از حدود ۵۵ درصد امگا ۳، هجده درصد امگا ۶، حدود شش درصد امگا ۹ و حدود ۱۰ درصد چربی‌های اشباع شده.
به‌طور معمول، دانه‌های چیا به شکل بیضی کوچک هستند با قطر حدود یک میلی‌متر. دانه‌های چیا در رنگ‌های گوناگون از جمله قهوه‌ای، خاکستری، سفید، سیاه و سفید، و لکه‌لکه رنگ نیز یافت می‌شوند. دانه‌های چیا آب‌دوست هستند و قادرند تا ۱۲ برابر وزن خود را آب جذب کنند.
دانه‌های چیا به‌طور سنتی در مکزیک و جنوب غربی ایالات متحده مصرف می‌شوند. اما در اروپا به‌طور گسترده شناخته شده نیستند. امروزه، گیاه چیا به صورت تجاری و نیز به صورت طبیعی در مکزیک، بولیوی، آرژانتین، اکوادور، نیکاراگوئه، گواتمالا و استرالیا رشد کرده یا کاشته می‌شود.
گونه‌های جدیدی از چیا در ایالت کنتاکی برای کشت در عرض‌های جغرافیایی شمالی در ایالات متحده توسعه یافته‌اند.

## تفاوت چیا با تخم شربتی و بذر ریحان
در ایران اغلب دانهٔ چیا با بذر ریحان و تخم شربتی اشتباه گرفته می‌شود، در حالی که این سه متفاوت از یکدیگرند و هر کدام خاصیت جداگانه‌ای دارند. در ایران تخم شربتی از قدیم در نوشیدنی‌های خنک برای برطرف کردن عطش در فصل تابستان استفاده می‌شود. گاهی تخم شربتی یا بذر ریحان به اشتباه به عنوان دانه‌های چیا خریداری شده و مورد استفاده قرار می‌گیرد، یا خواص مربوط به دانه‌های چیا به تخم شربتی که در ایران فراوان است نسبت داده می‌شود که درست نیست. تنها شباهت دانه چیا با تخم شربتی و بذر ریحان لعاب‌دار شدن هر سه است (دارای موسیلاژ می‌باشند)، ولی خواص این سه دانه با یکدیگر فرق اساسی دارند. از مهم ترین خواص دانه چیا لاغری و کاهش اشتها را نام برد.

همچنین باید توجه داشت که طعم دانه چیا و دانه ریحان به هم نزدیک است و به همین سبب گاهی در ایران دانه چیا به عنوان تخم شربتی به فروش می‌رسد. 

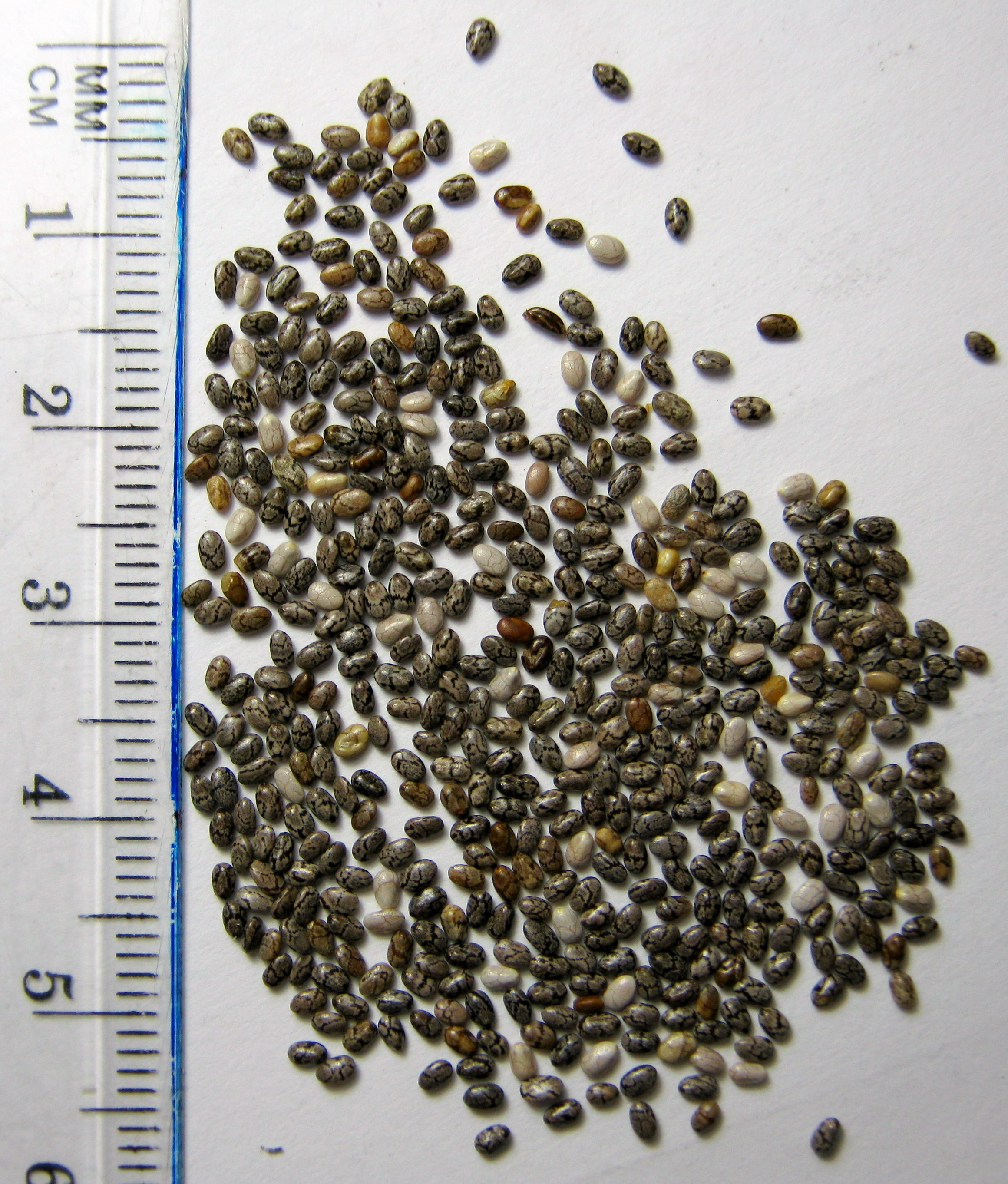
تخم چیا مصرف خوراکی دارد.